# 宮下希保
宮下 希保（みやした きほ、1998年10月6日 - ）は、日本の女子バスケットボール選手である。ポジションはフォワード。石川県出身。

## 人物
鶴来ミニでバスケを始め、鶴来中学校、足羽高校を経て2017年アイシン・エィ・ダブリュ・ウイングス（現：アイシン）に加入。
3x3女子日本代表に選出され、2018年アジア競技大会で銀メダルを獲得。
2020年東京オリンピック世界最終予選日本代表に選ばれる。
2021年、トヨタ自動車アンテロープスに移籍。
2024年、富士通レッドウェーブに移籍、

## 経歴
- 足羽高校 - アイシン（2017年〜2021年）- トヨタ自動車（2021年～2024年） - 富士通

## 日本代表歴
- 2016 U18アジアカップ 準優勝
- 2017 U19ワールドカップ
- 2019 東京五輪アジア・オセアニア地区プレ予選大会[3]
- 2020 東京五輪世界最終予選
- 2021 FIBAアジアカップ優勝

3x3
- 2018 アジア大会3x3 準優勝
- 2019 FIBAアジア3x3カップ 3位